# رياس (إذاعة)
رياس (بالألمانية: Rundfunk im amerikanischen Sektor) وتعني الإذاعة في القطاع الأمريكي، كانت هيئة بث وقع مقرها في برلين الغربية (شونهبيرج، شارع كوفشتاينر). أقامت السلطات الأمريكية هيئة البث وقدمت الهيئة برنامجين إذاعيين من 1946 إلى 1993 وبرنامجًا تلفزيونيًّا من 1988 إلى 1992.

## تاريخ الإنشاء

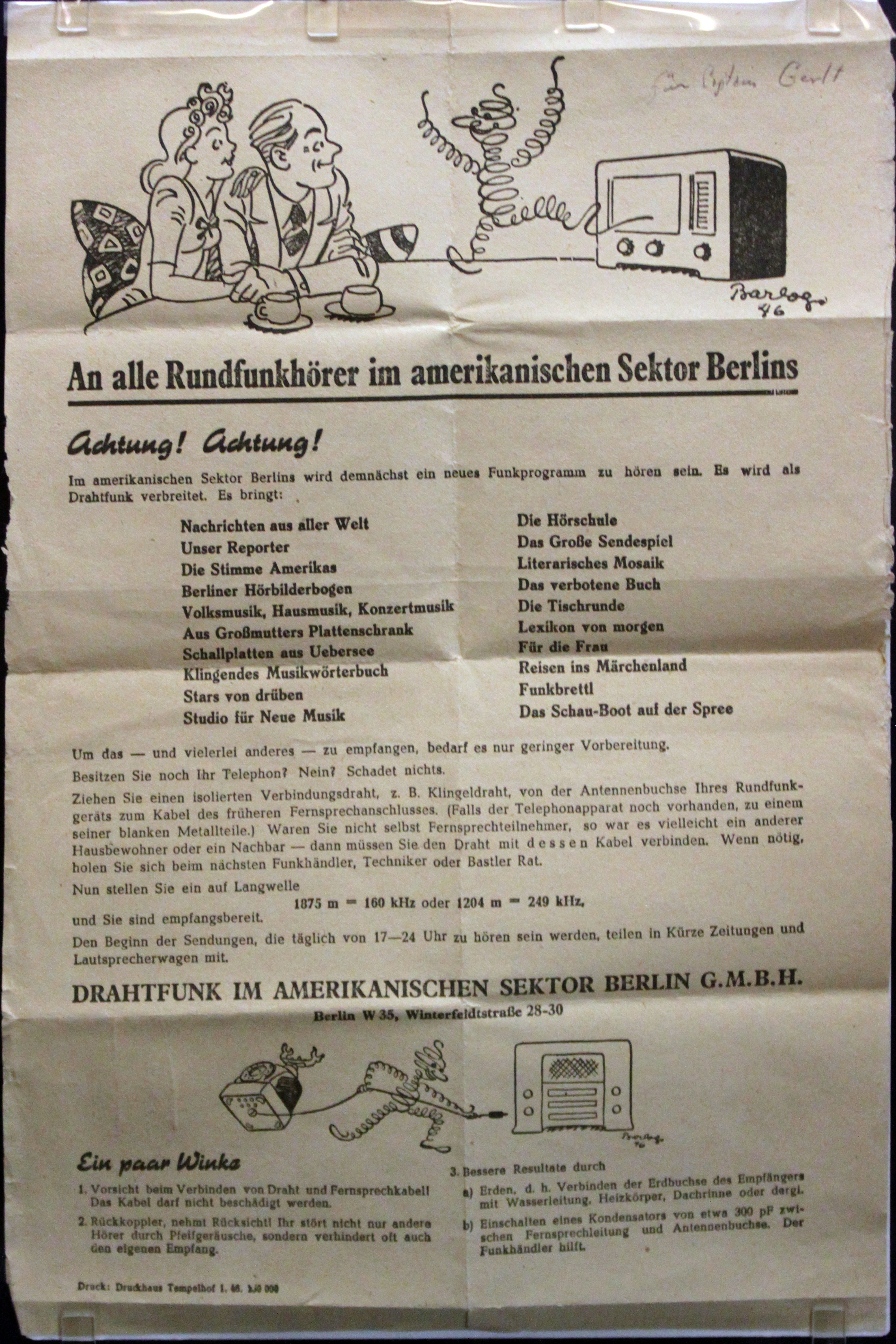
إعلان لرياس في 1946، والتي سميت في ذلك الوقت دياس.

قامت رياس بعد نهاية الحرب العالمية الثانية في برلين، التي كانت مقسمة إلى 4 قطاعات. وكان سبب إقامتها رفض الإدارة العسكرية السوفيتية منح بلدان الحلفاء الغربيين مساحة للبث على إذاعة برلين. بناءً على ذلك، اتخذ الأمريكيون والبريطانيون إجراءات لإنشاء محطات إذاعة مستقلة في قطاعيهما. ولم تكن معدات البث الإذاعي عبر موجات الراديو متوفرة، لذلك قررت السلطات الأمريكية استخدام كابلات الهاتف الواقعة تحت الأرض (انظر الراديو الكابلي). هيئة البث وقعت تحت إشراف قطاع الرقابة على خدمات المعلومات. بدأ أول إرسال في فبراير 1936 تحت اسم البث السلكي في القطاع الأمريكي. وقع ستوديو البث في شارع فنترفيلد في شونهبرج. حتى 1949، طبعت مجلات الإذاعة في القطاع الشرقي من برلين مواعيد برامج هيئات البث الغربية الجديدة، وفي 1949، أعلنت حكومة جمهورية ألمانيا الديمقراطية هيئات البث الغربية أدوات دعائية لأطراف معادية سياسيًّا.
شاع في الدعاية الألمانية الشرقية استخدام تعبير بطة رياس RIAS Ente لوصف هيئة البث الغربية. وسعت السلطات الألمانية الشرقية إلى التشويش على بث رياس وبررت ذلك بالادعاء بأن الهيئة تتلقى الدعم المالي من قنوات سرية تابعة لوكالة المخابرات المركزية، التي تعمل على نشر الدعاية الأمريكية في ألمانيا الشرقية. وفي العديد من المحاكمات التي وقعت في ألمانيا الشرقية في الخمسينيات كان الاستماع غير المصرح به لإذاعة رياس من المواضيع الرئيسية للادعاء. في 1955، أصدر مسؤول شتازي إريك ميلكه مرسوم عملية البط، والتي هدفت إلى كشف المتعاونين مع رياس في ألمانيا الشرقية وتقديمهم للمحكمة. قادت هذه العملية إلى محاكمات رياس والتي أفضت إلى أحكام حبس طويلة وحكم واحد بالإعدام. أصدرت السلطات الألمانية الشرقية أيضًا لوحات دعائية ضد الاستماع إلى رياس. والتي جاء فيها «أنت لا تود أن تكون جنديًّا أمريكيًّا، لذلك لا تفتح رياس». وقالت السلطات الألمانية الشرقية أن إذاعة رياس يوجهها نازيون قدامى ورأس ماليون والإمبريالية الأمريكية.
كتب الصحفي جرهارد لوفنتال في مذكراته، وقد عمل منذ 1946 في إذاعة رياس، «عملنا على نشر الدعاية، التي هدفت على الأقل إلى زعزعة استقرار جمهورية ألمانيا الشرقية على مراحل».